# Гангрена
Гангрена (лат. gangraena) је анемијска некроза ткива или органа на коју се најчешће надовезује распадање ткива и дејство трулежних бактерија. Прерану смрт ћелија и живих ткива (некрозу), изазива нарушена циркулација крви изазване различитим узроцима (повреде, болести, инфекције).

## Историја
У историји медицине забележено је да су још 1028. године, муве и црви често коришћени за лечење хроничних рана или чирева (јер неке врсте црва конзумирају само мртво месо, остављајући оближње живо ткиво нетакнутим) како би се спречило или зауставило даље ширење некрозе.  Ова пракса је углавном изумрла након увођења антибиотика у терапији ране. Међутим, у скорије време, терапија црвима је повратила известан кредибилитет и понекад се и данас примењује са великом ефикасношћу у случајевима хроничне некрозе ткива.
Француски барокни композитор Жан-Батист Лили је добио гангрену у јануару 1687. године, након што се, док је дириговао извођењем свог дела, убо на прст на нози шиљатим штапом (који је коришћен као палица). Болест се проширила на његову ногу, али је композитор одбио да му се ампутира прст, што је на крају довело до његове смрти у марту 1687. године.
Француски краљ Луј XIV умро је од гангрене у нози 1. септембра 1715. године, четири дана пре свог 77. рођендана.
Зебалд Јустинус Бругманс, професор на Универзитету у Лајдену, од 1795. године директор Медицинског бироа Батавске републике и генерални инспектор Француске царске војне здравствене службе 1811. године, постао је водећи стручњак у борби против болничке гангрене и њеној превенцији.  Он је написао трактат о гангрени 1814. године у којем је пажљиво анализирао и објаснио узроке ове страшне болести, за коју је био уверен да је заразна. Својеа запажања  је завршио темељном проценом свих могућих и добро искусних санитарних прописа. Његов рад је био веома добро прихваћен и био је кључан у убеђивању већине каснијих аутора да је гангрена заразна болест.
Џон М. Тромболд је о лечењу гангрене између осталог написао ово...Мидлтон Голдсмит, хирург у војсци Уније током Америчког грађанског рата, пажљиво је проучавао болничку гангрену и развио револуционарни режим лечења. Кумулативна смртност од болничке гангрене у Америчком грађанском рату била је 45%. Голдсмитова метода, коју је применио на преко 330 случајева, дала је смртност испод 3%. Голдсмит се залагао за употребу дебридмана и локалних и ињектираних раствора бромида на инфицираним ранама како би се смањила учесталост и вируленција „отроване миазме“. Примерци његове књиге издати су хирурзима Уније како би се подстакла употреба његових метода.

## Епидемиологија
Учесталост
Процене инциденце гасних гангрена у САД варира, али уз савремену хируршку технику и рано лечење, случајеви су релативно ретки. Подаци из 1975. процењују појаву 900-1000 случајева годишње, на 0,03-5,2% од отворених рана, што је у зависности од врсте рана и начина лечење. Клостридиална контаминација рана може бити присутна, иако су ретке дубоке повреде или значајне девитализације ткива, мионекроза и продуктивне инфекције обично не дешавају.
Нема података званично објављених у Свету, али инциденца је вероватно међународно веће него у САД. Инциденца је највиша у подручјима са лошим приступ правилној нези рана и учесталим инфекцијама након операција. Већа је у областима где је нарушена стерилност хируршке технике а хигијена у болницама и ван њих на ниском ступњу.
Процењује се да око 50% случајева влажних гангрена изазивају озбиљне повреде. Аутомобилске и индустријске несреће, опекотине, повреде са преломима костију су најчешћи узроци влажних гангрена.
Процењује се да је 40% случајева влажних гангрена последица инфекција које се јавља током операција.
Морталитет/Морбидитет
Морталитет код трауматских гасних гангрена је већи од 25%.
Морталитета код нетрауматских гасних гангрена изазване Ц септицум се креће од 67-100%.
Старост
Појава гангрене није специфична за старост. Дијабетесне периферне васкуларне болести и други хронични имунолошки поремећаји могу бити узрок гангрене код старије популације.

## Узроци гангрене
Гангрена примарно настаје као последица недостатка кисеоника (хипоксија) у ћелијама и ткивима, изазвана поремећајем протока крви у одређеном делу тела, који у даљем току поремећаја доводи до развоја некрозе и изумирања гангреном захваћеног дела тела.
Најчешће настаје као резултат разних процеса, као што су инфекције, васкуларне (који се односе на крвне судове) болести или повреде (трауме). Гангрена може да захвати било који део тела, али је најчешће локализована на удовима или њиховим деловима прсти, ноге и руке, стопало, потколенице).
Повреде (трауме)
Најчешћи изазивачи повреда (траума) који могу бити праћени појавом гангрене су;
- краш повреде,
- тешке опекотине,
- промрзлине

Хроничне болести и други фактори
Најчешће болести и други фактори који изазивајући поремећај циркулације крви и доводе до гангрене су;
- атеросклероза,
- шећерна болест,
- пушење,
- Рејноова гангрена
- Биргерова болест
- употреба кортикостероида
- малигне болести органа за варење
- СИДА
- хипоалбуминемиа
- интравенска наркоманија

Инфекције рана
Као последица загађења рана, у току њиховог дужег лечења, могу настати следеће инфекције;
- Аеробне инфекције рана
- Анаеробне инфекције мишића и костију.

## Подела

### Сува гангрена
Сува гангрена (лат. G.sicca) је узрокована смањеним протоком крви кроз артерије. Она се јавља постепено и напредује полако. Код већине људи, у каснијем периоду њеног развоја, постаје накнадно загађена и може прећи у влажни облик гангрене. Код ове врсте гангрене, ткиво постаје хладно и црно, почиње да се суши, и на крају гангренозни део мумифицира и отпада. Сува гангрена је честа код болесника са зачепљеним артеријама (атеросклероза), повећаном количином холестерола и шећера у крви (шећерна болест), пушења, генетских и других поремећаја.
Суву гангрену може да изазове било која болест или поремећај, који смањује, успорава или блокира проток крви. Иако су најчешће болести које изазивају суву гангрену; шећерна болест, атериосклероза, и зависност од дувана, постоје и многе друге мање познате које могу довести до овог поремећаја. На пример, неке аутоимуне болести која нападају крвне судове (синдром васкулитиса) могу изазвати поремећај протока крви и настанак суве гангрене. Суву гангрену могу изазвати и други механизама као што су опекотине, промрзлине, повреде артерија изазване разним несрећама, краш и друге повреде или оперативни захвати у хирургији.

### Влажна гангрена
Влажна (мокра) гангрена (лат. G.humida), настаје као компликација у току лечења загађених (инфицираних) рана. Оток изазван бактеријском инфекцијом узрокује нагло заустављање протока крви. Престанак протока крви омогућава инвазију и размножавања бактерија у мишићима, а због разних поремећаја изазваних болешћу имунски систем и крвне ћелије (леукоцити) не могу да постигну резултате, и спрече инфекцију, у загађеној рани.
Влажну гангрену могу изазвати сви горенаведени механизми код суве гангрене, ако су праћени појавом инфекције. У неким случајевима влажна гангрена, може бити изазвана и самом инфекцијом. Иако многе врсте микроорганизама (претежно бактерија) учествују у појави влажне гангрена, највише су заступљене анаеробне бактерије као што је клостридиум перфрингенс, анаеробне бактерије које најбоље расте и размножава се у одсуству кисеоника (анаеробни услови). Ова врста бактерија изазива посебан облик влажне гангрене - гасну гангрену.

### Гасна гангрена
Гасна гангрена (лат. G.gaseosa) је облик мокре - влажне гангрене изазване бактеријама познатим као Клостридиа перфрингенс (лат. Clostridium perfringens) Ове бактерије могу изазвати мионекрозу (смрт мишићних влакана) са својим токсинима и производњом мехурића гаса у мртвим и умирућим ткивима. То доводи до локализованих отока са компресијом и губитком протока крви у ткивима, што омогућава бактеријама да прошире инфекцију из мишића у везивно ткиво, кожу, и друге области, изазиву некротизирајући фасциитис (смрт везивног ткива). Некротизирајући фасциитис, заузврат, омогућава брже ширење инфекције, често великом брзином, из локално зараженог дела на суседне области или у крвоток (сепса). Иако се овај проце догађа код Клостридиум перфрингенса, често са на њу надовезује и зараза организма разним типовима микроорганизама, као што су стрептококе, стафилококе, ешшерихије итд. Обично два или више ових микроорганизама се јавља у инфекцији, а многи истраживачи сматрају да они удруженим дејством помажу једни другима (синергија) у развоју инфекције.

### Унутрашња гангрена
Унутрашња гангрена (облик влажне гангрена), јавља се на једном или више органа грудног коша (најчешће на плућима), трбуху (најчешће на цревима или жучној кеси), гениталним органима, или усној дупљи - најчешће гангрена пулпе зуба (лат. g.pulpae).
Овај тип гангрене настаје када се проток крви у унутрашњим органима прекине - пример, када се црева провлаче кроз ослабљени мишић (килни отвор) у подручју трбуха (хернија-кила), или код уплетања црева (у народу позната као „везана црева“), прекид у кретању крви настаје због пригњечења или увртања крвних судова. Унутрашња гангрена је праћена температуром, грозницом и јаким боловима. Ова врста гангрене захтева хитно лечење јер гангренозни процес напредује врло брзо и често је праћен смртним исходом.

### Фурнијеова гангрена
Фурнијеова гангрена је посебан облик гангрене која се јавља на гениталним органима мушкараца и жена. Мушкарци чешће, оболевају али и код жене се може јавити ова врста гангрене.
Године 1883, француски венеролог Жан Алфред Фурније први је описао 5 случаја код претходно здравих младића који су боловали од рапидно прогресивне гангрене на пенису и скротум без видљивих разлога.  Овај поремећај, сада познат као Фурнијеова гангрена, је дефинисана као бактеријама изазван некротизирајући фасциитис гениталне области.  За разлику од иницијалног описа др Фурнијеа, доктори данас знају да болест није ограничена само на младе и на мушкарце, а као етиолошки фактор најчешће се наводи инфекција гениталија.
Фурнијеова гангрена најчешће настаје као последица инфекције у гениталном подручју или уринарном тракту мушкараца или жена и њену клиничку слику карактеришу; јаки болови црвенило и оток гениталија.
Гангрена пениса, је редак облик фурнијеове гангрене. Његову појаву изазива неколико фактора који делују истовремено;локална инфекција, нагњечење пениса изазвано неадекватном одећом (уске панталоне, гаће и сл.), нагњечење катетером у уретеру, након имплантата у пенису итд. Гангрену пениса карактерише; исхемија и оток кавернозног тела пениса, праћен јаким болом и повишеном температуром.

## Клиничка слика
| Врста гангрене                                 | Знаци-симптоми |
| Сува гангрена                                  | - Захваћена површина тела је хладан и укочена. - У почетку, захваћена површина је - хиперемична (црвена), - затим, ја пребојена браон - да би коначно добила црну боју. |
| Влажна гангрена                                | - Захваћена површина је отечена и тврда. - Веома је болна. - Локално са знацима гнојења. - Прати је непријатан мирис. - Захваћени део касније постаје црн. - Прати је пораст телесне температуре. |
| Гасна гангрена                                 | - Рана је заражена. - Браон-црвени или крвав исцедак излучује се из захваћеног ткива. - Гас који производи клостридиа може произвести пуцкетање на притисак у захваћеном делу тела. - Захваћени део је отечен. - Јаки болови у захваћеним деловима. - Пораст телесне температуре праћен; - убрзаним радом срца, и - убрзаним дисањем. (као последица ширења токсина крвотоком) |
| Унутрашња гангрена (варијанта влажне гангрене) | - Почетне симптоми су слабо изражени, јер овај облик влажне гангрена настаје у унутрашњим органима. - Код појединих болесника болест је са знацима сепесе. - Након хируршког приступа завреженом органу он је са знацима влажне гангрене - Кожа изнад оболелих органа може бити црвенкаста, болна, отечена. - Симптоми зависе од оболелог органа: код гангрене црева бол је изнад промене и идентичан је цревној кили, а код гангрене жучне кесе бол је у горњем десном делу трбуха |

## Дијагноза
Дијагностика гангрене се заснива на;
- Анамнези - историји болести, у којој доминирају хронична обољења (као што су дијабетес), хируршке интервенције, пушење, повреде и излагања екстремној хладноћи.
- Физичком прегледу, са циљем да се на захваћеној површини или органу пронађу знаци гангрене.
- Анализама крви.
- Другим испитивањима, као што су; рендген дијагностика, магнетна резонанца, биопсија, хируршка експлорација итд).

Поступци који се најчешће користе у дијагнози гангрене укључују:
- Анализе крви; повећан број белих крвних зрнаца и увећана седиментација, указује на присуство инфекције.
- Рендген дијагностика; компјутеризована томографије (ЦТ) или скенер магнетна резонанца (МР) користи се за приказ структура у унутрашњости тела како би се извршила процена у којој мери се гангрена проширила. Артериографија крвних судова користи се у процени степена проходности и локализацији зачепљења у крвним судовима.
- Микробиолошки преглед; течности из ткива или течности из пликова, рана и других промена на кожи. Овим прегледом утврђује се врста бактерија са тежиштем на изоловању бактерије Клостридиума перфрингенс, узрочника гасних гангрена.[21]
- Хируршка експлорација; у циљу постављања дијагнозе примењује се ова метода како би се хируршком експлорацијом приступило оболелом органу (најчешће се примењује код унутрашње гангрене ).

## Терапија
Лечење гангрена зависи од врсте гангрена, на колико ткива или органа је проширена, као и од њених пратећих компликација. Непосредно лечење је потребно у свим случајевима влажне гангрена и неким случајевима суве гангрене. Влажна и гасна гангрена, захтевају хитну медицинску помоћ и интензивно лечење, које се обавезно спроводи у болници, често и на одељењима интензивне неге због пратеће сепсе и хипотензије уз обавезно ангажовање и хирурга.
Лечење свих случајеве гангрена обично обухвата;
- хируршко лечење,
- конзервативно лечење,
- хипербаричну оксигенацију
- медицинску негу и рехабилитацију.

### Хируршка терапија
Дебридман
Дебридман рана — има за циљ уклањање - мртвог и контаминираног ткива и страног материјала (енгл. debridement), како би се спречило ширења инфекције на околна подручја. Сува гангрена се обично лечи хируршким уклањањем мртвог ткива, као што су пете и прсти. Колико ће ткива бити уклоњено зависи од тога колики је артеријски крвни проток у суседном ткиву.
Ампутација
Ампутација — је метода лечења која се примењује ако се инфекције не може контролисати дебридеманом и применом антибиотика.
Ампутација је неопходна како би спречила даље изумирање ткива, ширење инфекције и појава сепсе.

### Конзервативна терапија
Лечење антибиотицима , је на првом месту (првенствено антибиотицима за интравенску употребу), са циљем да се спречи инфекција и њено даље ширење на преостале делове ткива. Лечење антибиотицима се обично комбинује применом два или више антибиотика, од којих један мора бити ефикасна у убијању анаеробних бактерија (клостридиум перфрингенс) а други антибиотици ефикасни против пеницилин-резистентног стафилококуса ауреуса.
Примена антикоагуланса, са циљем да смањи згрушавања крви.
 Примена аналгетика , за купирање пратећих јаких болова
 Интравенска инфузија , заснива се на примени физиолошког и других раствора

### Хипербарична оксигенација
Бројне студије извештавају о успешној примени хипербаричног кисеоника у побољшању исхода лечења болесника са гангреном.
Код гангрене у захваћеном уду долази до убрзане фагоцитне активности неутрофила и моноцита као имунолошки одговор на масивну некрозу, појаву токсина и пратећу инфекцију у некротичној мускулатури. У току фагоцитне активности у неутрофилима се вишеструко повећава потрошња кисеоника, а истовремено због поремећеног метаболизма јавља се и појава слободних кисеоничких радикала (супероксида, пероксида итд). Доказано је да величина продукције, токсичних слободних радикала, у неутрофилима директно зависи од расположиве количине кисеоника.
Примена хипербаричне оксигено терапије(ХБОТ) огледа се у томе што она блокира активност неутрофила и повећава проток крви у пост-исхемичном ткиву скелетних мишића након исхемије у трајању од 4 часа, (што је најчешће случај код влажне и гасне гангрене) и позитивно утиче на смањену продукцију токсина и реперфузију у скелетним мишићима захваћених анаеробним бактеријама (клостридиум перфригенс).

### Медицинска нега и рехабилитација
- Нега рана и рехабилитација болешћу захваћених удова има за циљ;

- одржавање ране,
- спречавање атрофије мишића и стављање у функцију оболелог дела тела, након оперативног захвата,
- негу суве гангрене, која може имати и спонтани ток излечења,
- протетско збрињавање, је обавезно код пацијената са ампутацијом уда.